# کارانچ
کارانچ (به مجاری: Karancs) یک قله در مجارستان است. کارانچ ۷۲۹ متر بالاتر از سطح دریا واقع شده‌است.